# Yutaro Hakamata
Yutaro Hakamata (袴田 裕太郎 Hakamata Yutaro?), född 24 juni 1996 i Shizuoka prefektur, är en japansk fotbollsspelare.
Hakamata började sin karriär 2019 i Yokohama FC.